# H.Dyavalapura, Hassan
H.Dyavalapura là một làng thuộc tehsil Hassan, huyện Hassan, bang Karnataka, Ấn Độ.